# Etzling
 Etzling  es una comuna y población de Alemania, en la región de Baviera, departamento de Mosela, en el distrito de Forbach y cantón de Stiring-Wendel.
Su población en el censo de 1999 era de 1.188 habitantes. Forma parte de la aglomeración urbana de Forbach.
Está integrada en la  Communauté d'agglomération de Forbach-Porte de Alemania .

## Demografía
| 769 | 862 | 901 | 856 | 1094 | 1188 |
| Para los censos de 1962 a 1999 la población legal corresponde a la población sin duplicidades (Fuente: INSEE [Consultar]) |     |     |     |      |      |